# Ейдриън Нюи
Ейдриън Нюи (на английски: Adrian Newey, роден на 26 декември 1958 г.) е главен технически директор на Ред Бул Рейсинг – отбор от Формула 1.
Нюи е работил и в Индикар, и във Формула 1 като инженер, аеродинамик, дизайнер и технически директор и е постигал успех във всяка работа. Считан за един от най-добрите инженери във Формула 1, колите на Нюи печелят много титли и почти 80 Гран прита, доминирайки през 90-те, работейки последователно в двата най-успешни тима през този период – Уилямс и Макларън. През 2001 г. мисли за оттегляне, но остава в Макларън. През 2005 г. отново мисли за оттегляне, но е изкушен от офертата на Ред Бул за 10 милиона годишна заплата и приема тяхната оферта през 2006 г.
Във Формула 1 работи за тимовете на Фитипалди Формула 1 Рейсинг, Марч, Уилямс, Макларън и Ред Бул.

## Биография
Още със завършването си през 1980 г. постъпва в тима на Емерсон Фитипалди във Формула 1, но още на следващата година отива в Марч, където е рейс инженер на Джони Чекото във Формула 2. След това е дизайнер на спортната кола на Марч – March GTP, която печели IMSA GTP шампионата 2 поредни години. През 1983 г. е пратен в проекта на Марч в Индикар, където работи по колата за 1984 г. Колата е изключително успешна, взема 7 победи, включително и Индианаполис 500. Новото шаси – 85С се оказва шампионско и през 1985 г. Ал Ънсър печели титлата в КАРТ с него, а на следващата Боби Рехал повтаря постижението. Нюи е едновременно дизайнер и рейс инженер в този период. Нюи решава, че няма какво повече да се доказва в Америка и се връща в Европа. Подписва с Ф.О.Р.С. Ф1 (Facing Our Risk of Cancer Empowered), но тима така и не успява да запише участие във Формула 1 и се разпада преди сезона да започне. Нюи се връща в Марч. Тимът няма много финансови възможности, но в годините, когато аеродинамиката не е опозната добре, Нюи има поле за иновации. Колата за 1988 г. е много по-успешна от очакваното и дори води за кратко в състезанието в Япония. Тимът по това време е продаден и прекръстен на Лейтън Хаус, а Нюи става шеф на дизайнерския екип. Въпреки че е един от най-добрите дизайнери, Лейтън Хаус не се развива по план и изостава от конкуренцията и през 1990 г. Нюи е уволнен. Бързо си намира работа в Уилямс – отбор във възход в началото на 90-те. С негова помощ Уилямс печелят по титлите през 1992 и 1993 години. 1994 г. е трагична за тима, загива Айртон Сена, тимът губи пилотската титла с 1 точка и се утешава с конструкторската. Нюи се чувства готов да стане директор по дизайна, но тази позиция е отредена на акционера и съосновател Патрик Хед. 1995 г. не донася нищо на Уилямс и Нюи търси нова перспектива – Макларън.
С Макларън печели титлите през 1998 и 1999 г. След това тимът преминава в претрансформации и изгражда нов модерен завод, а идва ерата на Ферари и Нюи е безсилен да ги спре. Смята се, че най-голям противник на Михаел Шумахер през годините са колите на Нюи. В началото на новия век Макларън така и не печели нито една титла. Колите често се отличават с изящен дизайн и скорост, но не и издръжливост. През 2006 г. Нюи напуска тима и се присъединява към ново предизвикателство – Ред Бул Рейсинг, където получава заплата от 10 милиона долара. Това се оказва успешен ход и Ред Бул печелят титлите при конструкторите и при пилотите през 2010, 2011, 2012, 2013, 2021, 2022 и 2023.